# Sydamerikanska mästerskapet i fotboll 1929
Sydamerikanska mästerskapet i fotboll 1929 spelades i Buenos Aires, Argentina 1–17 november 1929. 1928 års turnering sköts upp då Chile, Uruguay och Argentina deltog i 1928 års olympiska fotbollsturnering i Amsterdam, Nederländerna, där Uruguay tog guld och Argentina silver.
Deltog gjorde Argentina, Paraguay, Peru och Uruguay. 
Brasilien, Bolivia och Chile drog sig ur.

## Domare
- José Galli (Argentina)
- Miguel Barba (Paraguay)
- Julio Borelli (Peru)
- Aníbal Tejada (Uruguay)

## Spelartrupper
75 spelare deltog under detta mästerskap.

## Matcher
Lagen spelade i en serie där alla mötte alla, där vinst gav två poäng, oavgjort en och förlust noll.
| Lag       | S | V | O | F | GM | IM | MS  | P |
| --------- | - | - | - | - | -- | -- | --- | - |
| Argentina | 3 | 3 | 0 | 0 | 9  | 1  | +8  | 6 |
| Paraguay  | 3 | 2 | 0 | 1 | 9  | 4  | +5  | 4 |
| Uruguay   | 3 | 1 | 0 | 2 | 4  | 6  | −2  | 2 |
| Peru      | 3 | 0 | 0 | 3 | 1  | 12 | −11 | 0 |

|  | 1 november 1929 | Uruguay | 0 – 3   | Paraguay                        | Estadio Alvear y Tagle, Buenos Aires          |                                               |
|  |                 |         | (0 – 1) | González 16′, 86′ Domínguez 55′ | Publik: 40 000 Domare: José Galli (Argentina) | Publik: 40 000 Domare: José Galli (Argentina) |
|  |                 |         |         |                                 | Publik: 40 000 Domare: José Galli (Argentina) | Publik: 40 000 Domare: José Galli (Argentina) |
|  |                 |         |         |                                 | Publik: 40 000 Domare: José Galli (Argentina) | Publik: 40 000 Domare: José Galli (Argentina) |

|  | 3 november 1929 | Argentina                    | 3 – 0   | Peru | Estadio Gasómetro, Buenos Aires                |                                                |
|  |                 | Peucelle 6′ Zumelzú 38′, 58′ | (2 – 0) |      | Publik: 20 000 Domare: Aníbal Tejada (Uruguay) | Publik: 20 000 Domare: Aníbal Tejada (Uruguay) |
|  |                 |                              |         |      | Publik: 20 000 Domare: Aníbal Tejada (Uruguay) | Publik: 20 000 Domare: Aníbal Tejada (Uruguay) |
|  |                 |                              |         |      | Publik: 20 000 Domare: Aníbal Tejada (Uruguay) | Publik: 20 000 Domare: Aníbal Tejada (Uruguay) |

|  | 10 november 1929 | Argentina                                   | 4 – 1   | Paraguay      | Estadio Gasómetro, Buenos Aires             |                                             |
|  |                  | M. Evaristo 7′ Ferreira 24′, 48′ Cherro 50′ | (2 – 0) | Domínguez 56′ | Publik: 20 000 Domare: Julio Borelli (Peru) | Publik: 20 000 Domare: Julio Borelli (Peru) |
|  |                  |                                             |         |               | Publik: 20 000 Domare: Julio Borelli (Peru) | Publik: 20 000 Domare: Julio Borelli (Peru) |
|  |                  |                                             |         |               | Publik: 20 000 Domare: Julio Borelli (Peru) | Publik: 20 000 Domare: Julio Borelli (Peru) |

|  | 11 november 1929 | Peru        | 1 – 4   | Uruguay                             | Estadio Alvear y Tagle, Buenos Aires           |                                                |
|  |                  | Lizarbe 81′ | (0 – 3) | Fernández 21′, 29′, 43′ Andrade 69′ | Publik: 22 000 Domare: Miguel Barba (Paraguay) | Publik: 22 000 Domare: Miguel Barba (Paraguay) |
|  |                  |             |         |                                     | Publik: 22 000 Domare: Miguel Barba (Paraguay) | Publik: 22 000 Domare: Miguel Barba (Paraguay) |
|  |                  |             |         |                                     | Publik: 22 000 Domare: Miguel Barba (Paraguay) | Publik: 22 000 Domare: Miguel Barba (Paraguay) |

|  | 16 november 1929 | Paraguay                                       | 5 – 0   | Peru | Estadio Libertadores de América, Avellaneda  |                                              |
|  |                  | Nessi 10′ González 55′, 63′, 69′ Domínguez 82′ | (1 – 0) |      | Publik: 8 000 Domare: José Galli (Argentina) | Publik: 8 000 Domare: José Galli (Argentina) |
|  |                  |                                                |         |      | Publik: 8 000 Domare: José Galli (Argentina) | Publik: 8 000 Domare: José Galli (Argentina) |
|  |                  |                                                |         |      | Publik: 8 000 Domare: José Galli (Argentina) | Publik: 8 000 Domare: José Galli (Argentina) |

|  | 17 november 1929 | Argentina                    | 2 – 0   | Uruguay | Estadio Gasómetro, Buenos Aires                |                                                |
|  |                  | Ferreira 14′ M. Evaristo 77′ | (1 – 0) |         | Publik: 60 000 Domare: Miguel Barba (Paraguay) | Publik: 60 000 Domare: Miguel Barba (Paraguay) |
|  |                  |                              |         |         | Publik: 60 000 Domare: Miguel Barba (Paraguay) | Publik: 60 000 Domare: Miguel Barba (Paraguay) |
|  |                  |                              |         |         | Publik: 60 000 Domare: Miguel Barba (Paraguay) | Publik: 60 000 Domare: Miguel Barba (Paraguay) |

## Målskyttar
5 mål
- Aurelio González

3 mål
- Manuel Ferreira
- Diógenes Domínguez
- Lorenzo Fernández

2 mål

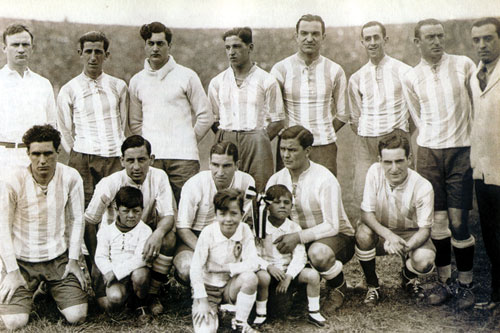
Argentinas trupp 1929: Stående v.t.h: J. Evaristo, Bossio, Tarrio, Zumelzú, Paternoster och Orlandini. Hukandes v.t.h: Peucelle, Rivarola, Ferreira, Seoane och M. Evaristo

- Mario Evaristo – Adolfo Zumelzú

1 mål
- Roberto Cherro – Carlos Peucelle
- Lino Nessi
- Agustín Lizarbe
- José Leandro Andrade

Bildgalleri
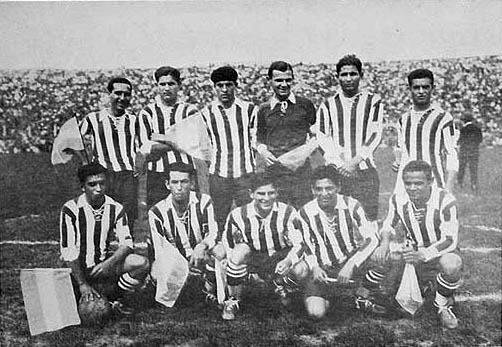
Paraguays trupp
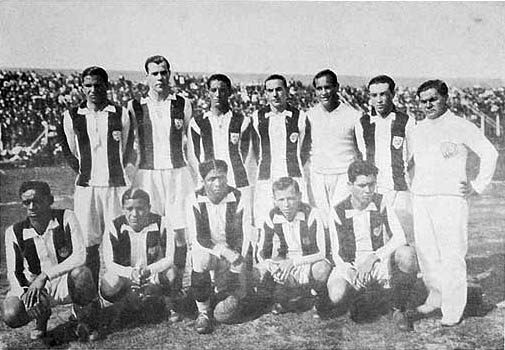
Perus trupp
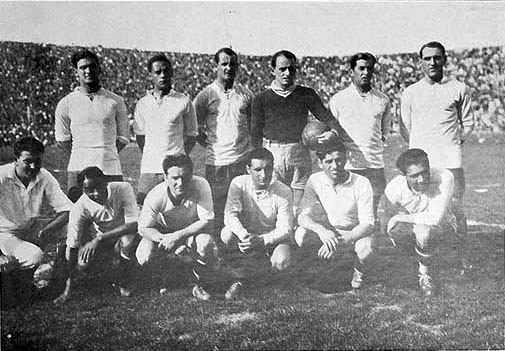
Uruguays trupp
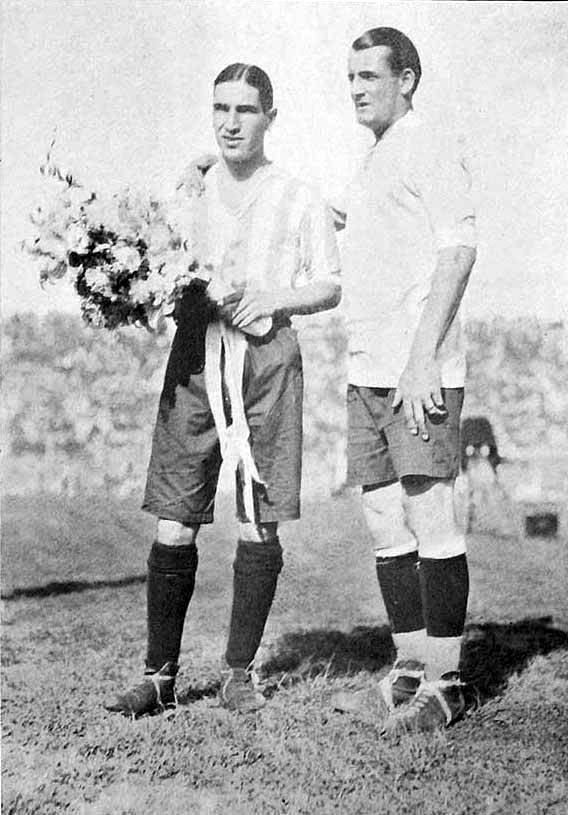
Argentinas och Uruguays lagkaptener (Ferreira och Nasazzi) hälsar innan matchstart